# Fatality (personaggio)
Fatality è un personaggio dei fumetti, una supercriminale dell'Universo DC.

## Biografia del personaggio
La figlia più grande della famiglia governante del pianeta Xanshi, la ragazza che un giorno sarebbe stata nota come Fatality fu inviata fuori dal pianeta per essere educata dai Signori della Guerra di Okaara. Xanshi venne distrutto da un errore di calcolo accidentale della Lanterna Verde John Stewart; non riuscì a fermare una bomba di colore giallo, unica debolezza delle Lanterne Verdi all'epoca. Fatality divenne l'unica superstite del suo pianeta. Avendo saputo del destino del suo pianeta e il relativo responsabile, lasciò Okaara e si dedicò a divenire la guerriera più letale di tutto l'universo. Non sapendo però l'identità di Stewart, giurò vendetta a tutte le Lanterne Verdi.
Quando il Corpo delle Lanterne Verdi fu reso impotente, Fatality vide l'ultima Lanterna Verde Kyle Rayner, come il suo ultimo premio. Il loro conflitto li portò dalla Terra ad un planetoide desolato, dove durante il combattimento scoprì che il colpevole della scomparsa di Xanshi era Stewart. Fatality sembrò perire nel combattimento, anche se non fu trovato nessun corpo (a parte un braccio tagliato).
Fatality ricomparve poi sulla Terra, con un braccio bionico e un anello giallo. Combatté di nuovo contro Kyle Rayner, che la convinse a rimuovere l'anello giallo. I Qwardiani però, truccarono il dispositivo, così che venisse teleportato durante un'esplosione dovuta alla rimozione. Quest'esplosione distrusse il braccio rimanente di Fatality.
Dopo essere rimasta imprigionata sulla Terra per qualche tempo, venne liberata da Major Force. Da lì la si vide lavorare come cacciatrice di taglie nel sistema Vega nella miniserie Green Lantern Corps: Recharge.
Entrò poi a far parte della Società segreta dei supercriminali. Durante un combattimento, perse un orecchio per mano della figlia di Vandal Savage, Scandal.
La si vide tra i ranghi della nuova Lega dell'ingiustizia, con un anello dei Sinestro Corps. Successivamente, fu catturata dalle Zamaron e sottoposta a degli esperimenti, e divenne la Star Sapphire del settore spaziale 1313. Influenzata dalla luce viola dell'amore, era sulla via del perdono verso la sua nemesi: John Stewart. Lo trovò sul pianeta Okaara mentre combatteva contro Larfleeze, anche noto come l'Agente Arancione, e il suo Corpo delle Lanterne Arancioni, isolandolo con un cristallo e baciandolo. Lo incoraggiò anche a perdonare sé stesso come lei perdonò sé stessa per la colpa di essere la sola sopravvissuta.

## Poteri e abilità
Fatality possiede forza, velocità, riflessi, reazioni e resistenza super umane. Fu addestrata dai famosi Signori della Guerra di Okaara ed è un'esperta di tutte le forme di combattimento e nell'utilizzo di molte armi. È una delle più grandi guerriere dell'universo.
Fatality possiede numerose armi di cui è un'esperta. Solitamente usa un bastone d'energia. Dato che perse entrambe le armi nei combattimenti contro Kyle Rayner, acquisì delle braccia bioniche che le forniscono della superforza in più. Possiede un paio di stivali a propulsione che le permettono di volare e una nave spaziale che utilizza per attraversare l'universo nel tentativo di distruggere il Corpo delle Lanterne Verdi.
Quando divenne un membro dei Sinestro Corps, utilizzò un anello giallo del potere costruito su Qward. L'anello poteva creare oggetti basati sui pensieri del portatore. Questo anello, però, è alimentato dalla pura che il suo portatore può infondere, invece che dalla volontà. Gli anelli gialli del potere sono deboli contro gli anelli delle Lanterne Blu. Quando si trovano in loro presenza, questi anelli gialli vengono prosciugati della loro energia. A differenza degli anelli verdi, gli anelli gialli non sono limitati dalla regola di non uccidere gli esseri senzienti.
Ora servendo il Corpo delle Star Sapphire, indossa un anello viola del potere, potenziato dall'emozione dell'amore e costruito sul pianeta Zamaron. Le capacità di Star Sapphire sembrano essere paragonabili a quelle di Lanterna Verde. Permettono alla portatrice (le Star Sapphire sono solo femmine) di volare, di generare un'aura protettiva (che nel caso delle Star Sapphire crea una distinta forma organica e ricca di piume), e costrutti di luce viola. La creazione più nota degli anelli viola sono i cristalli con cui imprigionano le avversarie dei Corpi delle altre Lanterne sul pianeta delle Zamaron. Con il tempo, gli anelli delle prigioniere vengono intrappolate in stasi all'interno dei cristalli in cui vengono infettate dall'energia viola. Dopo aver passato del tempo in custodia, le prigioniere ne riemergono come nuove Star Sapphires.
Altre abilità uniche delle Star Sapphire includono l'abilità di rivelare il più grande amore della portatrice. Sono anche in grado di individuare quando un cuore innamorato è merlato ed è in cerca di aiuto. Connettendo il cuore della portatrice ad un vero amore in pericolo, il potere dell'anello funge da legame. Le Star Sapphire si sono dimostrate particolarmente invulnerabili ai poteri degli altri Corpi tuttavia, in quanto i loro poteri derivano da uno dei lati estremi dello Spettro emozionale, ed infatti gli anelli hanno un grande controllo sui loro portatori, come accade anche ai membri del Corpo delle Lanterne Rosse.